# جوليو كامبوس
جوليو كامبوس (بالبرتغالية: Júlio Campos‏) هو سائق سباق برازيلي، ولد في 15 يناير 1982 في ساو باولو في البرازيل.

## وصلات خارجية
- الموقع الرسمي
- جوليو كامبوس على موقع DriverDB.com (الإنجليزية)